# レクサス・RX

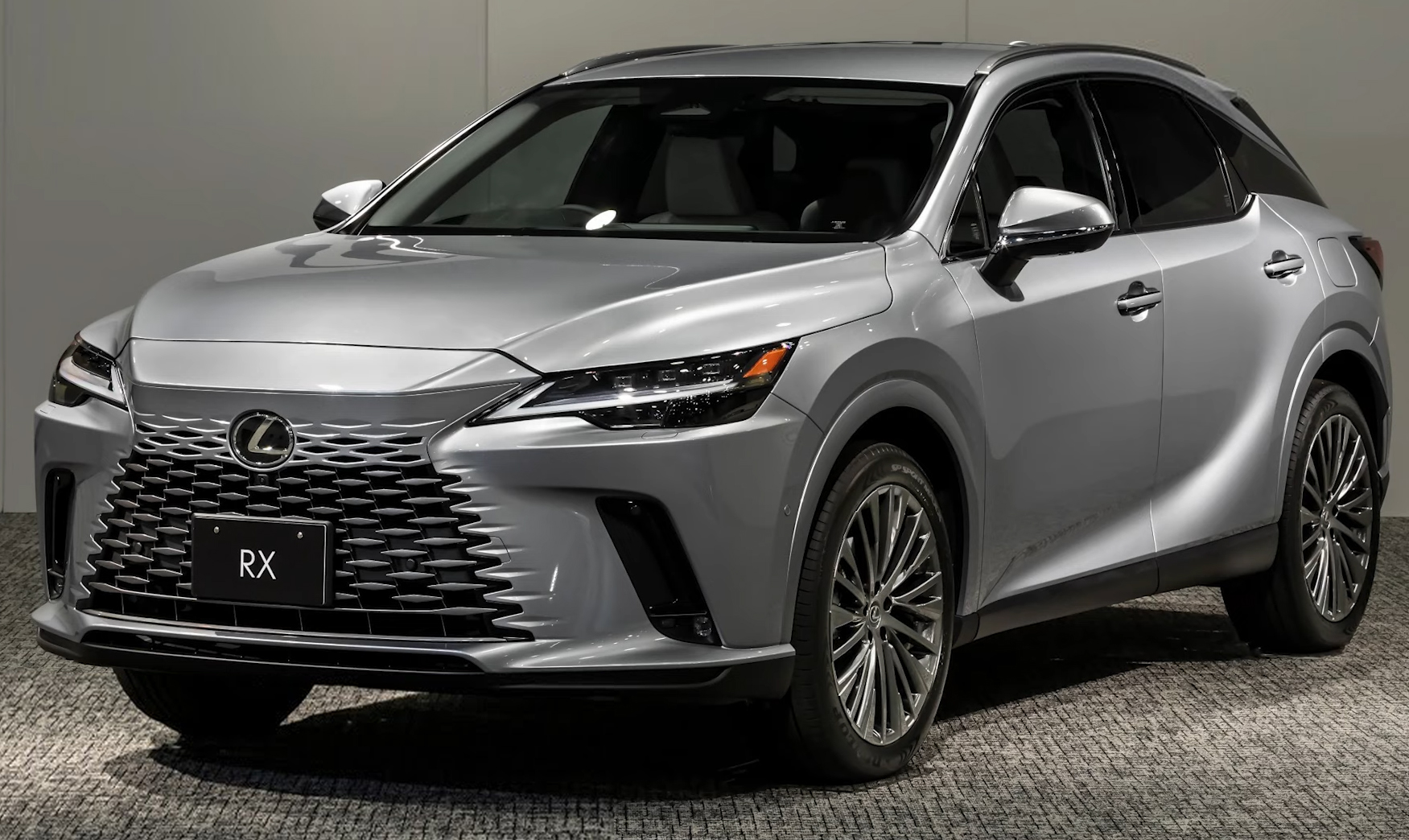
RX450h+

RX（アールエックス、Lexus RX）は、トヨタ自動車が展開する高級車ブランド「レクサス」が販売する大型高級クロスオーバーSUVである。

## 概要
「高級セダンの乗り心地と快適性を兼ね備えたSUV」として開発され、1997年に発表された。「高級クロスオーバーSUV」という新たなジャンルを開拓した先駆的モデルであり、後に世界中のメーカーから数多くの追随モデルが発売されることとなった。また、2005年には高級クロスオーバーSUVとしては世界初となるハイブリッドモデルがラインナップに追加された。
初代と2代目モデルは、日本国内のみ「トヨタ・ハリアー」の名称で販売された。「RX」の日本市場への投入は2009年発売の3代目モデルからである。なお、ハリアーは2013年発売の3代目以降、RXとは異なる独立車種として展開されている。

## 初代 XU10型（1998年-2003年）
1998年3月の発売直後から北米市場で爆発的な人気モデルとなり、その後5年間の販売台数は約37万台にも上った。品質と信頼性は極めて高く、JDパワーなどの市場調査評価でもカテゴリーのトップに評価されることが多かった。
生産はトヨタ自動車九州が担当。搭載エンジンは3,000 ccのV型6気筒（1MZ-FE）。駆動方式はAWDとFFの両方が設定された。ATのみの設定で、レザーシート・本木目パネル・7スピーカーのJBLサウンドシステムなどが標準装備されていた。オプションではナカミチの「プレミアムカスタマイズサウンドシステム」が選択できた。

## 2代目 XU30型（2003年-2009年）
2003年にモデルチェンジ。初期にはV型6気筒 3.3Lエンジン（3MZ-FE型）を搭載し「RX330」の名称であったが、後に新開発の3.5Lエンジン（2GR-FE）へ置き換え、名称も「RX350」に変更された。先代同様、AWDモデルとFFモデルの両方が設定されている。
特に北米市場での人気が非常に高く、トヨタ自動車九州のみでは生産が追いつかないほどであったため、2003年9月からはカナダ・オンタリオ州ケンブリッジにあるTMMC社でも生産が始まった。TMMCでは後述のハイブリッドモデルを除く北米向けRXの7-8割程度を生産している。
RXは2009年に販売終了し、3代目に移行したたが日本国内仕様である2代目ハリアーは2013年まで生産・販売が続けられた。

### ハイブリッドモデル
V型6気筒エンジンと電気モーターとを組み合わせるハイブリッド仕様「RX400h」が、北米では2005年、ヨーロッパとアジアでは2006年から発売された。高級クロスオーバーSUVとしては世界初のハイブリッド車である。

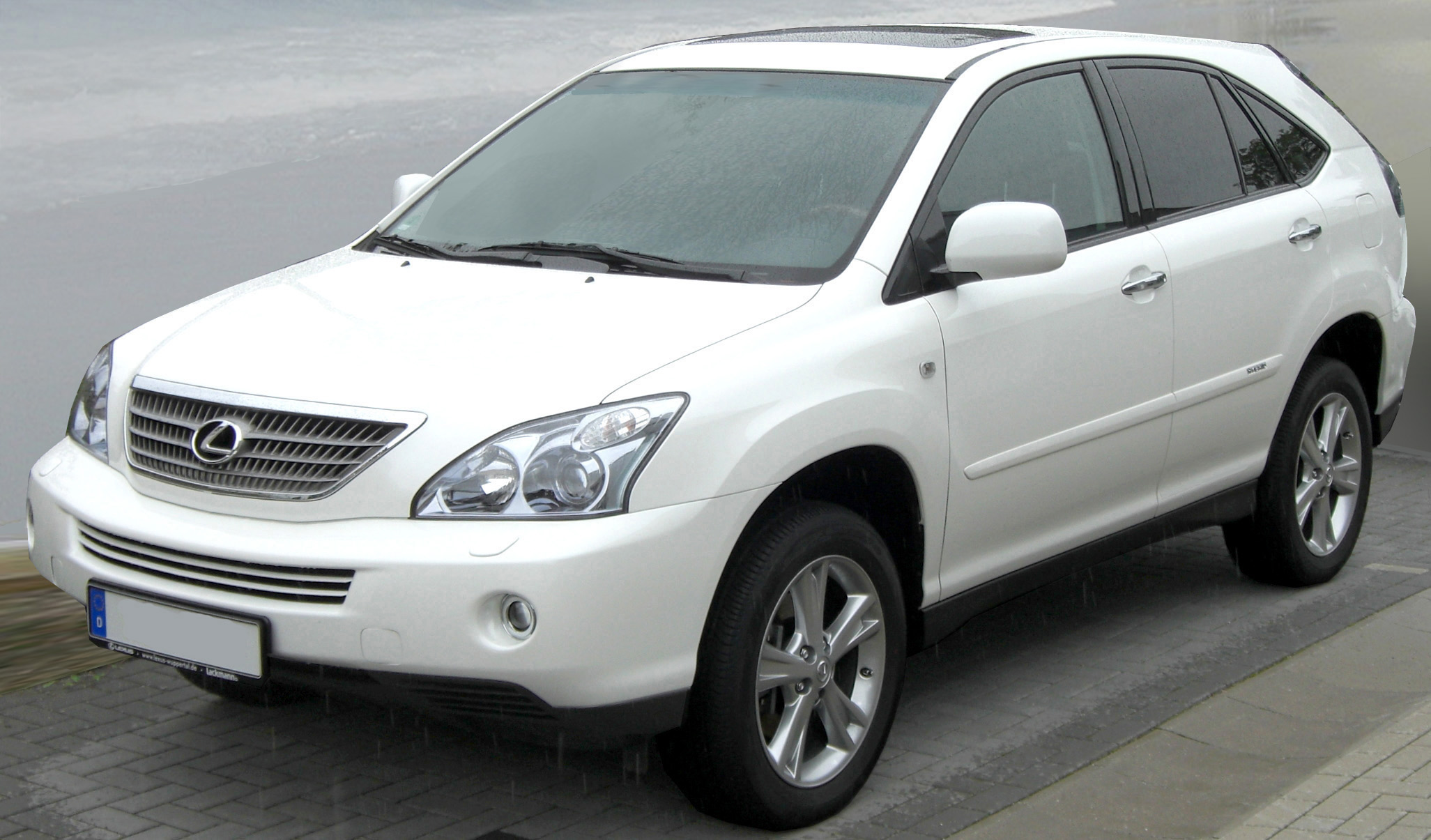
RX400h 前部
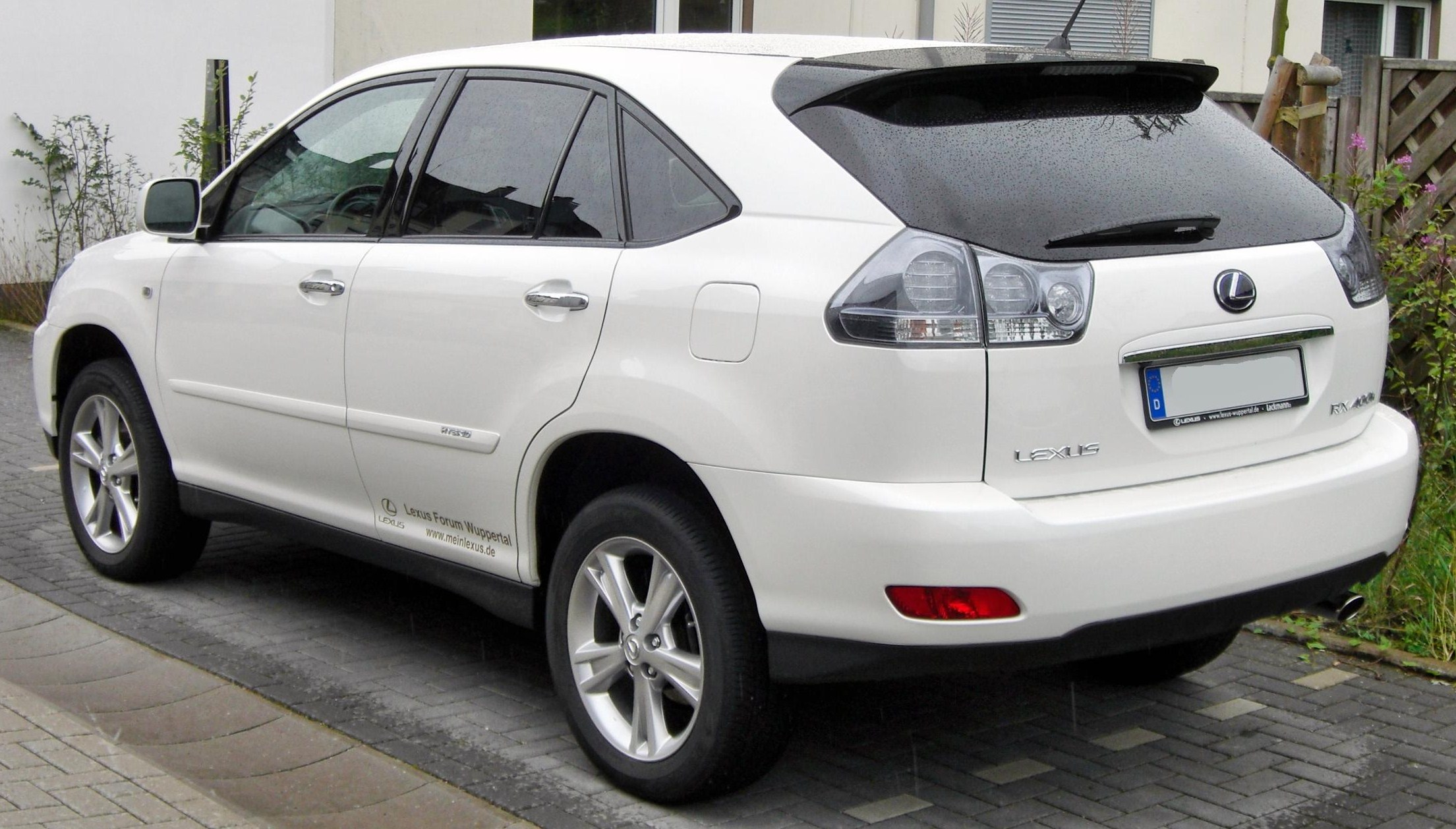
RX400h 後部

## 3代目 AL10型（2009年-2015年）
2007年（平成19年）の東京モーターショーにて3代目RXのコンセプトカーである「LF-Xh」が発表され、同年11月19日にLAオートショーにて正式発表された。なお、本モデルの発売を機に日本市場でも「レクサス・RX」として販売される予定であることが先だって2006年時点でトヨタ自動車から発表されていた。日本国内では2009年（平成21年）1月19日に発表、RX350は同日より販売開始、ハイブリッドモデルのRX450hは同年4月に発売。月間目標販売台数は650台と発表された。先代に引き続き日本だけでなくカナダのTMMCでも生産される。
発売当初のラインナップはガソリンエンジンの「RX350」とハイブリッドモデルの「RX450h」で、両車ともにV型6気筒3.5 Lエンジンを搭載。2010年（平成22年）8月には、直列4気筒2.7 Lエンジンを搭載する「RX270」も追加された。
RX350が搭載するV型6気筒エンジンは280 psの「2GR-FE」型が採用された。同型のエンジンはトヨタエスティマ、ブレイド、ヴァンガード、マークXジオ、アルファード、ヴェルファイア各車の3.5 Lモデルに搭載されているが、RXは世界60カ国で販売する予定のため、ガソリンの硫黄分が多い国々でも安定した性能を発揮するために選択された。ハイブリッド仕様のRX450hには、排気量こそRX350と同一だがレクサスでは初となるアトキンソンサイクルエンジン（2GR-FXE型）を採用。ハイブリッドシステムとの調和を図るとともに、排気熱再循環システムと大容量クールドEGRがヒーターの効率向上や燃費の一層の向上に貢献している。また、「EVモード」が新たに設定され、低速ではモーターのみで走行することも可能となった。AWDモデルにおいて後輪はプロペラシャフトを介さずモーター単体のみで駆動させるシステムは2代目と共通である。
装備面の大きな特徴として、パソコンのマウス感覚でカーナビゲーションシステムを操作できる「リモートタッチ」や、速度やナビなどの情報をフロントガラス下部に表示する「ヘッドアップディスプレイ（RX450hに標準装備、RX350・RX270はオプション）」などのレクサス初採用となるものが挙げられる。
ハイブリッド車には、LS600hに続いて2車種目となるLEDヘッドランプやヘッドアップディスプレイが標準装備となるほか、専用のフロントバンパーやボディカラー（クォーツホワイトクリスタルシャイン）が用意されるなど、ガソリン車と装備の差別化が図られている。
グレード展開は標準仕様と「Version S」、「Version L」、「Version L・Air suspension」の4グレード構成となっている。ただし、RX270については「Version L・Air suspension」の設定がなく、駆動方式もFFのみとなる。RX450h・RX350については「Version L・Air suspension」を除き駆動方式にFFを選択できる。発売当時はRX450hの駆動方式はE-Fourのみだった。
「Version S」は、19インチタイヤとホイール、専用のサスペンションチューニングが与えられたスポーティーモデルで、より車重のあるRX450h（AWDモデルのみ）についてはLSやGSと同じくアクティブスタビライザーも標準装備される。これらの装備のうち、19インチタイヤとホイールは他のグレードでもオプション設定されている。ただし「Version S」のホイールとは異なり、メッキ仕上げではない。また、アクティブスタビライザーはRX450hの標準仕様と「Version L」にもオプション設定されている。なお、19インチタイヤとホイールが装着された輸入CUV/SUVはすでに存在するが、国産ではRXが初めてである（なお、後にトヨタランドクルーザー200が一部グレードでLX570と同じく20インチサイズのアルミホイール&タイヤを装備している）。
「Version L」は、ベンチレーション機能やクッション長可変機能がついたセミアニリン本革シートや本木目パネル、パワーバックドア、後席サイドエアバッグなどを標準装備したラグジュアリーモデル。これらのうち、セミアニリン本革シートを除く装備については全車にオプションで設定される。
「Version L・Air suspension」は「Version L」にエアサスペンションが追加された最上級グレードで、3段階の車高に調整できるほか、荷物の出し入れの時に約3cm車高を下げる機能が備わっている。
- 2009年9月25日、ハイブリッドモデルのRX450hにFF仕様を追加設定（発売は同年10月29日より）。

リアモーターを省くことで軽量化を計り、JC08モード燃費で17.4km/Lと、同排気量では世界トップクラスの低燃費と4.5Lエンジン並みのパワーを両立した。ボディカラーにブラックオパールマイカを追加し、パワースイッチにレクサスのハイブリッド車で順次導入されている「LEXUSハイブリッドブルー」色を採用した。
- 2010年8月25日、日本国内では初採用となる直列4気筒2.7Lエンジン「1AR-FE」型を搭載した「RX270」が追加され[3]、日本、中国、ロシア、一部の東南アジアで発売開始。

優れた環境性能と動力性能を両立しており、6速ATとの組合せにより10.4km/L（10・15モード）の低燃費を実現。これにより、「平成17年基準排出ガス75%低減レベル（☆☆☆☆）」と「平成22年度燃費基準+15%」を同時に達成。また、HS250hと同様にレギュラーガソリン対応となっている。なお、RX270のエクステリアはエンブレムを除きRX350に準じたものとなっているが、エアコンからプラズマクラスター機能が省かれるなど、装備が一部簡略化されている。また、日本国内向けにレクサス開業5周年を記念した特別仕様車として、RX350・RX270をベースに、ベージュにレッドのアクセントを施したツートーン配色の専用シートとブラッククリア塗装を施したコンソールアッパーパネルを採用した“Art Works”を発売。
- 2012年4月12日、マイナーチェンジ。

同年1月に発売された4代目GSから採用された、レクサスの新たな共通デザインアイコン「スピンドルグリル」を採用するとともに、"L"の文字をあしらったデザインのLEDクリアランスランプ・テールランプがRX350・RX270を含む全グレードに標準装備となった。ボディカラーは新色の4色を含めた10色を設定。内装はシートにアクセントステッチを追加し、内装色も新色2色を含めた5色を設定。
RX450h・RX350のAWD車にスポーティグレード「F SPORT」を新設し「Version S」、RX350の「Version L・Air suspension」を廃止。
大型エアロバンパー、19インチアルミホイール、専用シート、パドルシフト（RX350のみ）等の内外装を採用したほか、サスペンションにチューニングを施し、ボディのたわみや微振動を吸収する「パフォーマンスダンパー」を追加。装備面ではナビゲーションシステムを一新し、「リモートタッチ」がワンタッチ・ワンプッシュで操作できる第2世代タイプへ改められ、全グレードで後席サイドエアバッグやパワーバックドアが標準装備。また、RX270・RX350の「Version L」及びRX450hの「Version L・Air suspension」でオプションにリヤシートエンターテインメントシステムを追加。
- 2013年7月25日、一部改良（8月1日販売開始）。

全車に高速道路上などに設置されたITSスポットと双方向通信を行うITSスポット対応DSRCユニットを標準装備するとともに、LEDクリアランスランプにデイライト機能を追加。また、「F SPORT」には専用ボディカラーとして「ホワイトノーヴァガラスフレーク」を新たに設定し、内装色はサドルタンやガーネットを含む4色となった。さらに、RX270・RX350の「Version L」及びRX450hの「Version L・Air suspension」はオーナメントパネルにバンブーを設定した。
- 2014年7月10日、特別仕様車「Radiant Aero Style」を発表（8月4日販売開始）[4]。RX270・RX350・RX450hの各標準仕様をベースに、フロントグリルとエアロバンパーにダークグレーを採用し、LEDフロントフォグランプを装備。併せて、グレー塗装と切削のトリプルスポーク仕様とした19インチアルミホイールも装備した。内装はブラックのインテリアカラーをベースに、シートカラーとステッチカラーをブラック&ガーネットの2トーン仕様とし、ステアリングステッチにガーネットを採用した。

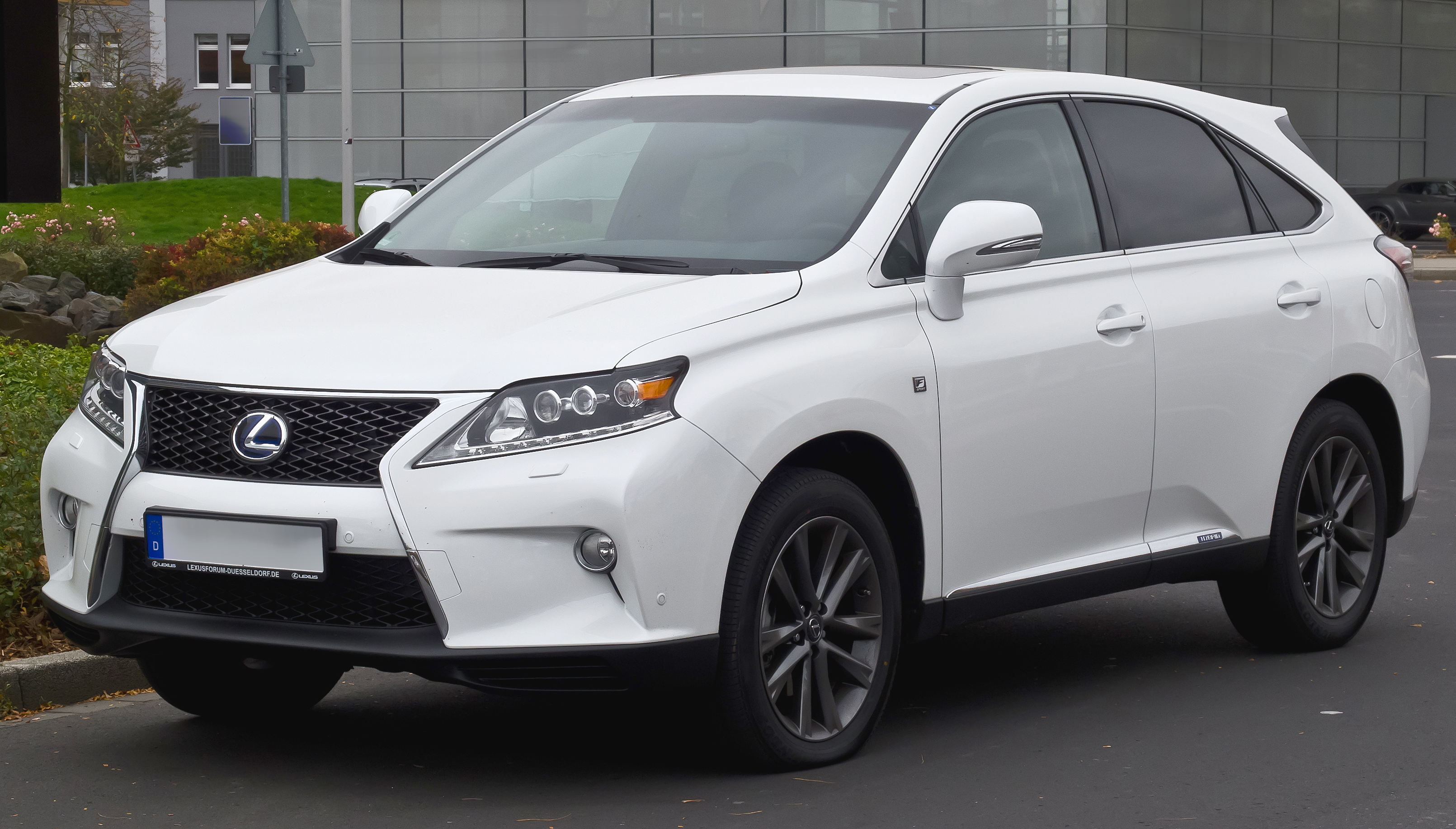
RX450h F SPORT（2012年改良型）前部
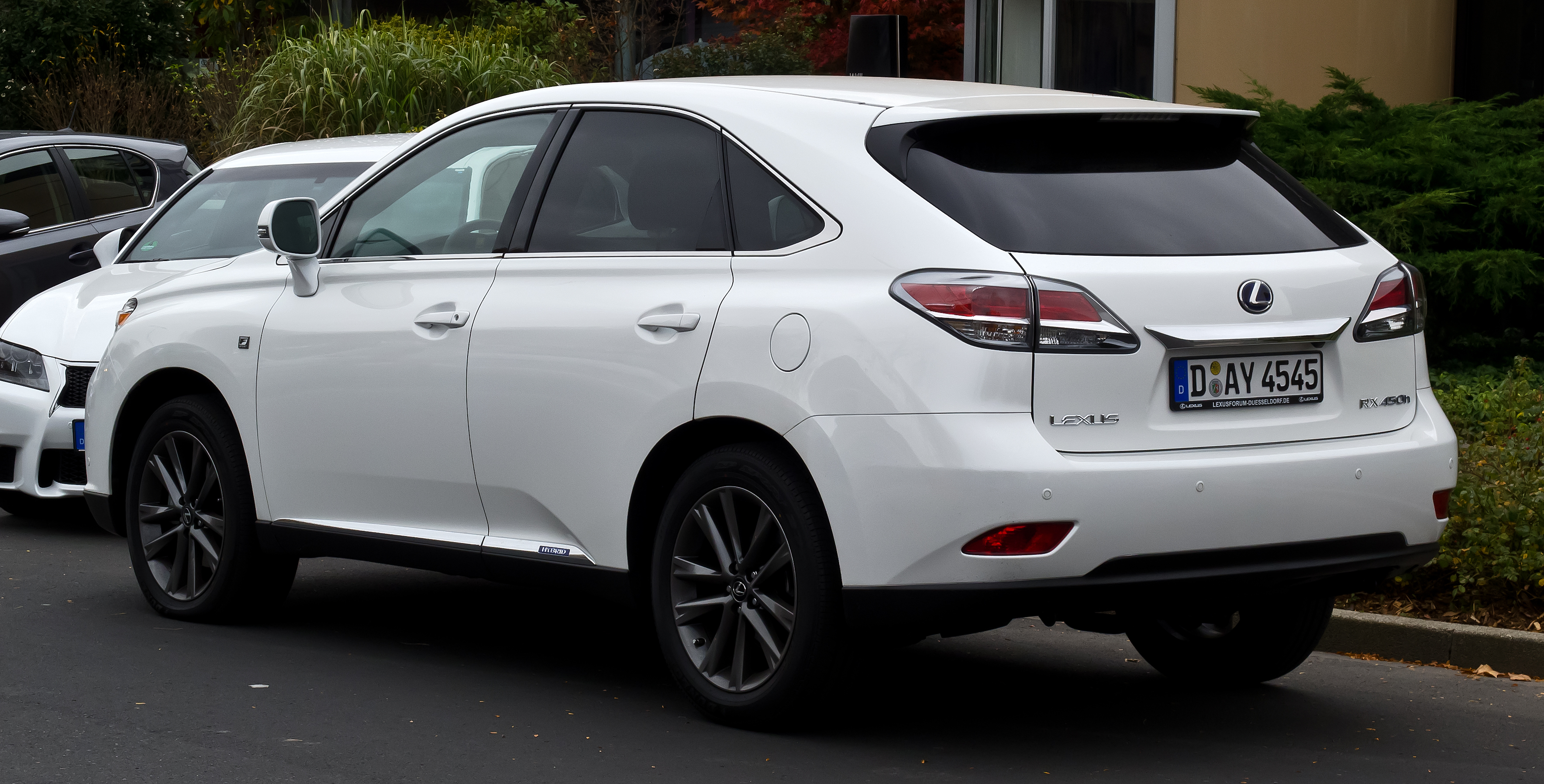
RX450h F SPORT（2012年改良型）後部
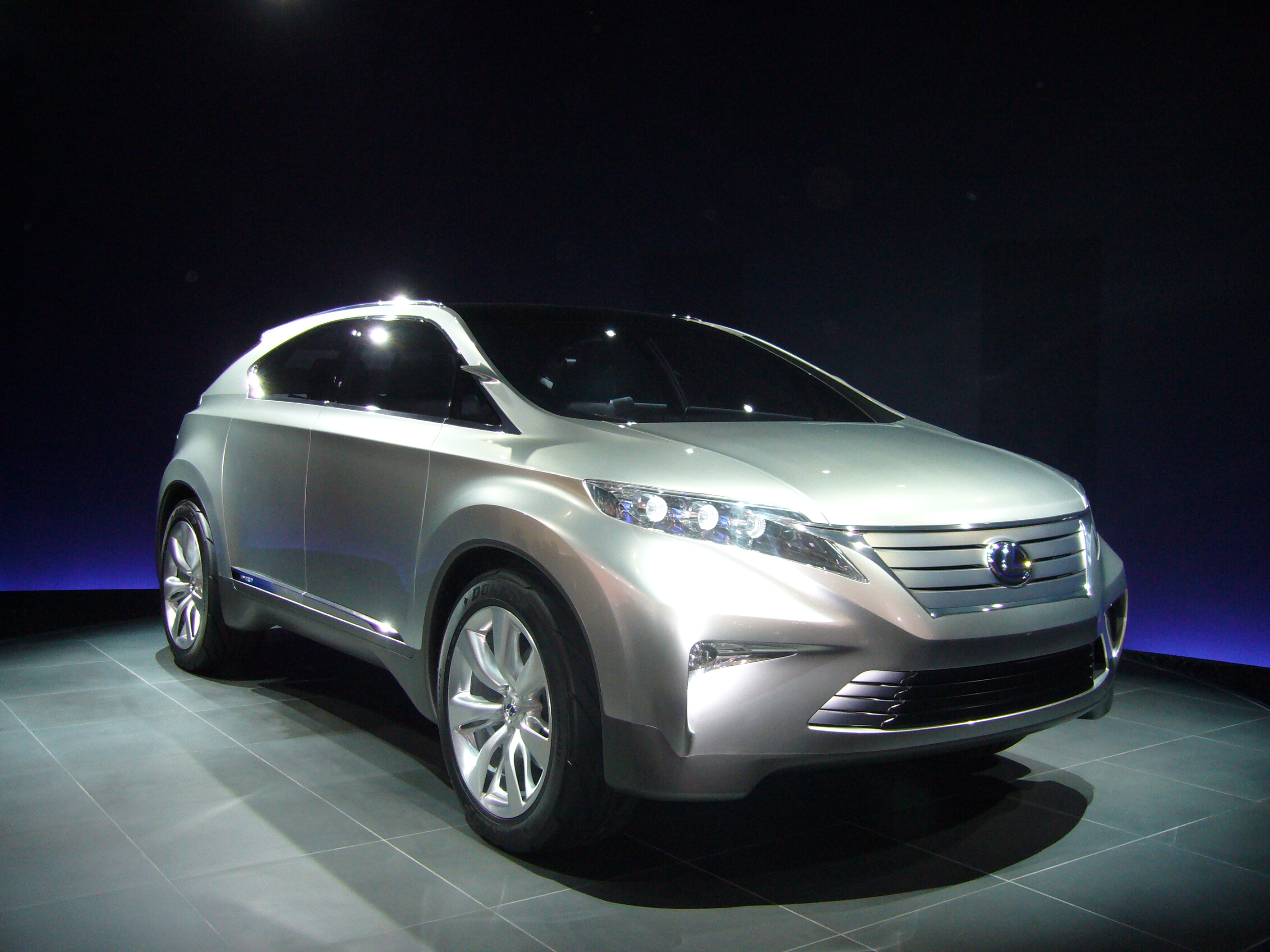
コンセプト・LF-Xh

## 4代目 AL20型（2015年 - 2022年）
4代目は「レクサス」ブランドを体現するコアモデルの一つとして、「RXでありながら、RXを超えていく」をコンセプトに開発された。
日本仕様のラインナップは、直列4気筒2.0Lターボを搭載する「RX200t」（2017年12月より「RX300」に改称）、V型6気筒3.5Lハイブリッドシステムを搭載する「RX450h」の2タイプ。
エクステリアでは、スピンドルグリルの切り返し位置を高く置き、薄くシャープなアッパー部と分厚いロア部を対比させ、鋭さと力強さを両立。リヤは、フードから始まるサイドの立体の流れを、リヤコンビネーションランプ内側で切り返すスピンドル形状とし、ディフューザーなどのパーツと相まって、力強いスタンスを表現した。また、右左折の際、LEDランプが内側から外側へ流れるように光る「LEDシーケンシャルターンシグナルランプ」を採用した。
なお、ボディサイズは先代モデルと比較して、全長を120mm、全幅は10mm、全高を20mmそれぞれ拡大。また、ホイールベースは50mm延長された。また、2017年12月には、リアドア以降のボディを延長することでサードシートを追加し7人乗り仕様とした「RX450hL」を追加した。
インテリアでは、12.3インチワイドディスプレイや、大型フルカラーヘッドアップディスプレイなどを採用したディスプレイゾーンと、両サイドにENTERボタンを追加するなど操作性に配慮したリモートタッチなどの操作機能を集約したオペレーションゾーンを明快に分離し、運転に集中できる環境を追求。また、センタークラスターやエアコンレジスターなどの機能部位には硬質な素材を、人の手が触れる部分には柔らかで上質な素材をそれぞれ配し、機能の違いを素材感で表現している。さらに、センターコンソールのオーナメントパネルに、新規開発のレーザーカット本杢を採用するなど、加飾意匠にも先進性と質感を追求している。
パワーユニットは、新設定の「RX200t」に直列4気筒2.0Lターボエンジン「8AR-FTS」型を搭載。最適な燃焼効率を実現する直噴技術「D-4ST」を採用するとともに、ツインスクロールターボチャージャーと可変角を拡大したDual VVT-iWを組み合わせている。先代モデルの「RX270」が搭載していた直列4気筒2.7Lエンジン「1AR-FE」型に対して、最高出力/最大トルクは37kW（50PS）/ 98N･m（10.0kgf･m）それぞれ向上した。トランスミッションは6 Super ECT（スーパーインテリジェント6速オートマチック）を組み合わせている。
RX450hは、エンジンを先代モデルが搭載した「2GR-FXE」型から「2GR-FXS」型に換装。アトキンソンサイクルを採用するとともに、燃料供給装置を筒内直噴＋ポート燃料噴射装置D-4Sに変更し、排気冷却を強化したシリンダヘッドなどの最新技術と組み合わせ、出力性能を向上。モーターも先代モデルの「4JM」型から新形式の「6JM」型に変更した。システム最高出力は313PS（230kW）と、先代比10kW（14PS）向上し、燃費も改善された。
なお、V型6気筒3.5Lエンジンを搭載する「RX350」は日本市場では廃止されたが、北米を中心とした海外市場では継続設定されている。
駆動方式は、2WD（前輪駆動）とAWD（4輪駆動）を設定。「RX200t」は、先代モデルのアクティブトルクコントロールAWDに替わり、前後輪のトルク配分を100:0から50:50まで自動的にコントロールするダイナミックトルクコントロールAWDを採用。また、「RX450h」は、先代モデルと同様、リヤモーターとして「2FM」型を搭載し後輪を駆動する「E-Four（電気式AWDシステム）」を採用している。
走行性能では、フロントプラットフォームの構造を変更。エンジンマウントの配置をエンジンの重心に対してより近い位置でボディに懸架することで、エンジンの動きを抑制し操舵応答性の向上を図った。また、フロントサスペンションの構造変更、およびフロントスタビライザーの大径化によりロール剛性を高めることでフラットな車両姿勢を実現。同時に、フロント・リヤサスペンションのばね剛性を適正化し、前後のバランスをとり直すことで、乗り心地を向上を図っている。バックドアなどの開口部にはレーザースクリューウェルディングや構造用接着剤などを用いてボディ剛性を強化。「F SPORT」はNAVI・AI-AVSを標準装備するとともに、専用チューニングを施したほか、「RX450h F SPORT」には電動アクティブスタビライザーも標準装備し、旋回時のロールを抑えている。
安全装備では、予防安全パッケージ「Lexus Safety System +」を全車に標準装備。プリクラッシュセーフティシステム（歩行者検知機能付衝突回避支援タイプ）、車線維持をサポートするレーンキーピングアシスト、ロー・ハイビームを自動で切り替えるオートマチックハイビーム、先行車との車間距離を保ちながら追従走行するレーダークルーズコントロール（全車速追従機能付）をパッケージ化し、安全運転支援の強化を図った。
また、ITS専用周波数（760MHz）による路車間・車車間通信を活用した安全運転支援システム「ITS Connect」（全車にメーカーオプション）、アクセルの踏み間違いや踏み過ぎなどで起こる衝突を緩和するインテリジェントクリアランスソナー、さらに駐車時に左右後方から接近してくる車両と衝突の危険性がある場合、自動的にブレーキ制御するリヤクロストラフィックオートブレーキをレクサスとして初採用し、予防安全機能を強化した。
リヤシートは、先代モデルよりレッグスペースを広げ、電動でリクライニングが可能な後席パワーシートや、後席シートヒーターなどの機能を追加設定することで快適性を強化した（「version L」に標準装備、「F SPORT」にセットでメーカーオプション）。また、LEXUSエンブレムに手をかざすとバックドアが開くタッチレスパワーバックドア（挟み込み防止機能・停止位置メモリー機能付）をレクサスとして初採用（全車に標準装備）。さらに、前方と後方のサイドウインドウの固定ガラスを拡大し、右左折時や駐車時の死角を低減している。

### 年表
2015年4月1日
2015年ニューヨーク国際オートショーにおいて、新型「RX」（「RX350」、「RX450h」）を発表。同時に、日本での発売は2015年秋以降を予定、と発表した。
2015年4月20日
第16回上海モーターショーにおいて、2.0Lターボエンジンを搭載する「RX200t」を発表。同時に、日本での発売は2015年秋以降を予定、と発表した。
2015年10月22日
フルモデルチェンジ。
ラインアップは、直列4気筒2.0Lターボを搭載する「RX200t」、V型6気筒3.5Lハイブリッドシステムを搭載する「RX450h」の2モデル。それぞれ、「標準仕様」、「F SPORT」、「version L」の3種の仕様が用意される。「F SPORT」の駆動方式はAWDのみの設定。その他の仕様は、2WDとAWDを選択可能としている。
ボディカラーは全10色。全車共通色として、先代から継続設定となる「プラチナムシルバーメタリック」、「ブラック」に加え、新設定の「ソニックチタニウム」、「グラファイトブラックガラスフレーク」、「レッドマイカクリスタルシャイン」、「ディープブルーマイカ」を用意。「F SPORT」以外の仕様には、先代から継続設定の「スリークエクリュメタリック」、新設定の「ソニッククオーツ」、「アンバークリスタルシャイン」が加わる。また、「F SPORT」には、専用色として先代にも設定された「ホワイトノーヴァガラスフレーク」が選択できる。
インテリアカラーは、各仕様によって設定が異なる。「標準仕様」（シートマテリアル：ファブリック）は「ブラック」、「アイボリー」の2色を設定。また、メーカーオプションの本革シートでは「トパーズブラウン」も選択できる。「version L」（シートマテリアル：セミアニリン本革）は、「標準仕様」と共通の3色に加え「ノーブルブラウン」、「リッチクリーム」を用意する。また、「F SPORT」には、専用本革シートを採用。インテリアカラーは、「ブラック」、「ホワイト」、「ダークローズ」の3色から選択できる。
2016年8月3日
仕様変更。
AWDのみの設定だった「F SPORT」に、に2WDモデルを追加設定。同時に、LEXUSの“F”を象徴するボディカラー「ヒートブルーコントラストレイヤリング」（メーカーオプション）を「F SPORT」専用色として追加した。
2017年11月30日
2017年ロサンゼルスオートショーで、3列シートのロングバージョンを発表。同時に、日本では、7人乗り仕様の「RX450hL」（AWD）を2017年12月に発売する予定、と発表した。
2017年12月7日
一部改良、同時にロングバージョンの「RX450hL」を追加。
RX450hLは、リアドア以降のボディを延長し電動格納式のサードシートを採用することで、7人乗り仕様としたモデル。標準ボディに対し、全長は110mm延長され5,000mmに、全高は15mm高くなり1,725mmとなる。なお、ホイールベースは標準ボディと変わらず2,790mmである。なお、駆動方式はAWDのみの設定。
1列目から3列目にかけて視点を高くするシアタースタイルの空間構成とし、左右に配置した3列目専用のエアコンを採用。分割可倒式のセカンド・サードシートにより、段差感の少ないフラットなフルラゲージモードなどの幅広いシートアレンジを可能としている。また、ワンタッチで前に倒れるセカンドシートの採用により、乗降性への配慮を行っている。
既存モデルの一部改良では、18インチアルミホイールをよりメタリックな塗装に変更したほか、セルフパワーサイレンを新規採用することでセキュリティ機能を強化している。
同時に2.0Lターボエンジン搭載車の名称を「RX200t」から「RX300」に変更した。
2018年8月23日
特別仕様車「Black Sequence」を設定。
「Black Sequence」は、2018年3月末時点においてレクサスブランドの日本国内累計販売台数が50万台を達成したことを記念した特別仕様車で、RX300とRX450hそれぞれの「標準仕様」をベースとしている。
エクステリアでは、スピンドルグリル、LEDフロントフォグランプベゼル、リヤバンパーロアガーニッシュ、オート電動格納式ドアミラーをブラック塗装に変更。また、235/55R20 102Vタイヤタイヤ＆20インチアルミホイールを特別装備。ホイールには専用ブラック塗装を施している。
ボディカラーは、「ソニッククォーツ」、「ソニックチタニウム」、「グラファイトブラックガラスフレーク」の3色を設定。
インテリアでは、本革シートを特別装備。また、専用インテリアカラーとして「ノーブルブラウン」を採用した。
インテリジェントクリアランスソナー、リヤクロストラフィックアラート、リヤクロストラフィックオートブレーキ、ブラインドスポットモニターを標準装備とし安全性を高めたほか、「LEXUS」ロゴを投影するドアミラー足元照明を標準装備とした。
2019年8月29日
マイナーチェンジ。
エクステリアではスピンドルグリルはL字モチーフのブロックメッシュパターンとなり、グリルフレームをバンパーサイドからの流れに呼応した形状とした。ヘッドランプはユニット形状が小型化され、リアコンビネーションランプは上部にL字を4つ重ねたモチーフを配し、下部はそのモチーフを反転させた造形とした。
インテリアでは、ナビゲーションのタッチディスプレイ化や充電用USBソケットの増設、スマートフォン収納箇所の追加、タッチパッド式のリモートタッチの採用など利便性の向上が行われた。
バックドアにはキー携帯時にリアバンパーの下に足を出し入れすることで自動開閉し、予約ロック設定や挟み込み防止機能などを備えたハンズフリーバックドアが採用された。
RX450hLでは、サードシートに室内空間重視とラゲージスペース重視の2種類のシートポジションが新たに設定され、セカンドキャプテンシート（左右独立セパレートシート）のメーカーオプション設定が追加された（本オプション設定時、乗車定員が6名に変更される）。
走行性能では、スポット溶接の打点を増やすとともに、構造用接着剤の接着範囲を拡大するなど骨格を高剛性化し、サスペンション周りにはハブベアリングの剛性を高め、リアスタビライザーバー径を拡大。コーナリング中にアクセルを踏み込んだ際に発生しやすいアンダーステアを抑制するアクティブコーナリングアシストの採用やEPSのチューニングなどが施された。ショックアブソーバーにはフリクションコントロールダンパーが追加され、シームレスな連続可変制御を可能にするNAVI・AI-AVSが採用された。
RX300とRX450hに設定の「F SPORT」ではフロントとリアにパフォーマンスダンパーが装着され、電動アクティブスタビライザーを採用。スピンドルグリルとサイドグリルをFメッシュパターンとしたほか、スピンドルグリルとバンパー下部（フロント・リアとも）に漆黒メッキがあしなわれ、ダークプレミアムブラック塗装のアルミホイールを装着。専用スポーツシートやアルミ製スポーツペダルも採用した。
アダプティブハイビームシステムはLED光源の光を高速回転するブレードミラーに照射してブレードミラーに反射した光がレンズを介して高速移動しながら前方を照らし、ブレードミラーの回転に同期させて適切なタイミングで点灯・消灯して配光の細かい制御を行うことで細やかな遮光とハイビーム照射範囲の拡大を可能にする「ブレードスキャン」アダプティブハイビームシステムが設定された。「Lexus Safety System +」も改良され、プリクラッシュセーフティは単眼カメラとミリ波レーダーの性能向上により昼間の自転車運転者や夜間歩行者の検知にも対応し、レーントレーシングアシストやロードサインアシストが追加された。
マルチメディアシステムはタッチディスプレイを採用するとともに、SmartDeviceLink・Apple CarPlay・Android Autoに対応した。
2020年7月22日
一部改良。
安全装備が充実化され、パーキングサポートブレーキ（静止物+後方接近車両）やブラインドスポットモニターを全車に標準装備されたほか、アクセサリーコンセント（AC100V・1500W）をフロントセンターコンソールとラゲージルームにも追加設定された。
なお、今回の一部改良でWLTCモード走行における燃料消費率及び排出ガスに対応し、RX450hとRX450hLは「平成30年排出ガス基準75%低減レベル（☆☆☆☆☆）」認定を取得した。
2021年6月4日
LEXUSが所属契約を締結しているプロゴルファーの松山英樹選手のメジャー初制覇を記念した特別限定車"HIDEKI MATSUYAMA EDITION"の設定を発表した。
RX450h/RX300の各"version L"をベースに、インテリアカラーをブラック&オーカーの専用カラーコーディネートとしたほか、235/55R20 102Vタイヤ&20X8Jアルミホイール（切削光輝）、ルーフレール、パノラマルーフ（チルト&アウタースライド式）、専用シリアルプレート、おくだけ充電、“マークレビンソン”リファレンスサラウンドサウンドシステム、リアシートエンターテインメントシステム、「ブレードスキャン」アダプティブハイビームシステムを特別装備し、RX450hにはアクセサリーコンセント（AC100V・1500W[フロントセンターコンソールボックス後部・ラゲージルーム内]）も特別装備。松山選手のレプリカキャディバッグが特典として付帯する。
10台限定となるため、発表日から6月17日まで抽選による商談申し込みを受け付け、当選者には指定の販売店から連絡の上、商談を開始する形態が採られた。
2021年11月5日
特別仕様車「Black Tourer」・「Elegant Tourer」が発売された。
いずれの仕様車もRX300"version L"、RX450h"version L"がベースとなっており、2モデル共通で、外観はフロントロアバンパーとリアバンパーロアガーニッシュ（RX300のみ）を専用ブラック塗装に変更し、内装には専用ライトグレーステッチが採用されている。
ボディカラーも2モデル共通で、「ソニッククォーツ」、「ソニックチタニウム」、「グラファイトブラックガラスフレーク」の3色を設定。
「Black Tourer」は外観はスピンドルグリルも専用ブラック塗装となり、20インチアルミホイールはブラックスパッタリング塗装に、ドアミラーはアウターミラーをブラック塗装に変更（ボディカラーで「グラファイトブラックガラスフレーク」を選択した場合はボディカラー同色となる）。内装はオーナメントパネルにウォールナット（オープンフィニッシュ/墨ブラック）、インストルメントパネルにブラック、セミアニリン本革シートにブラック&ホワイトアッシュをそれぞれ採用。「Elegant Tourer」は外観はスピンドルグリルを専用シルバー塗装に、20インチアルミホイールはスパッタリング塗装にそれぞれ変更。内装はオーナメントパネルにレーザーカット本杢（ダークグレー）、インストルメントパネルとセミアニリン本革シートにノーブルブラウンをそれぞれ採用した。

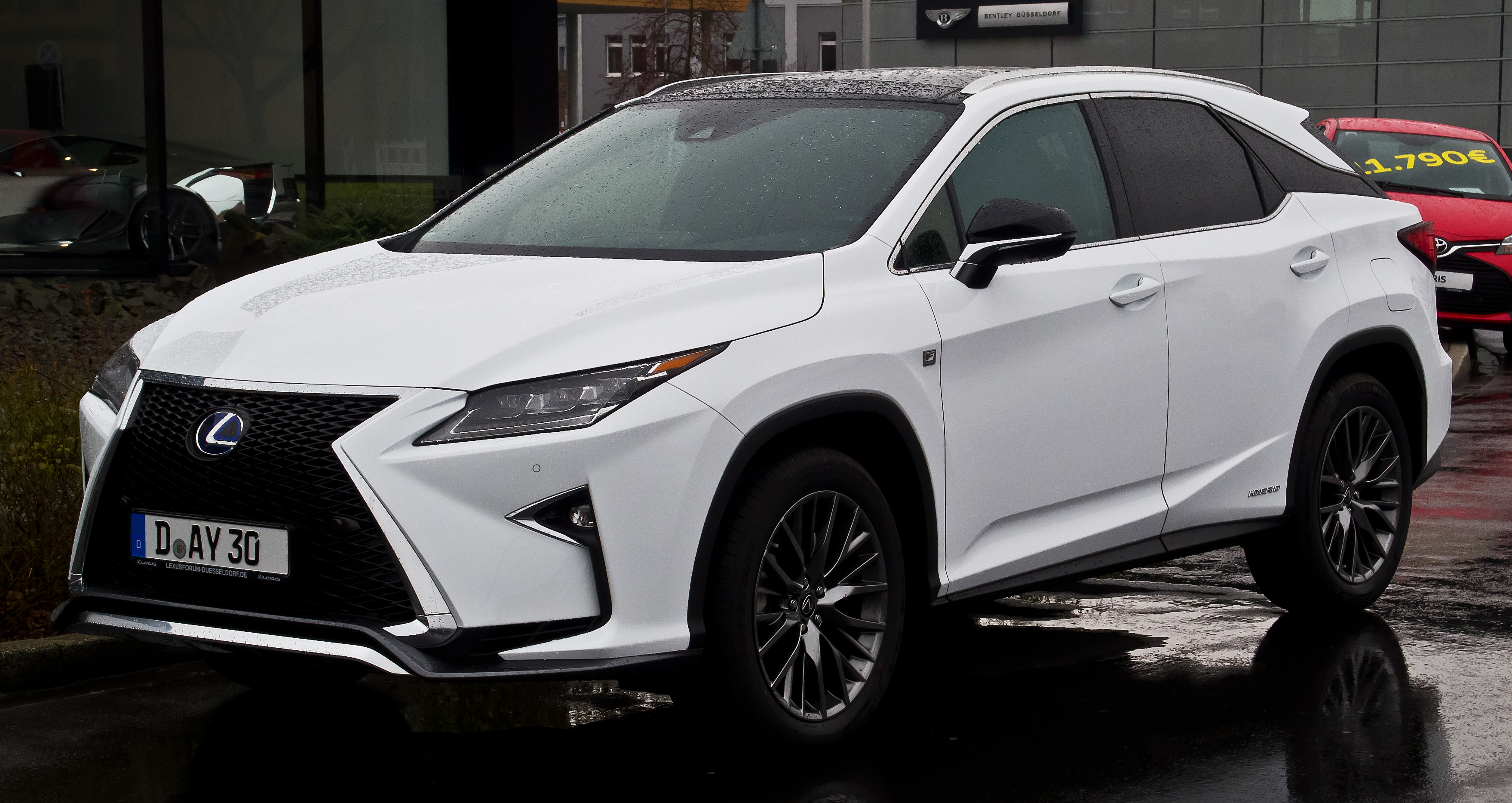
RX450h F SPORT フロント
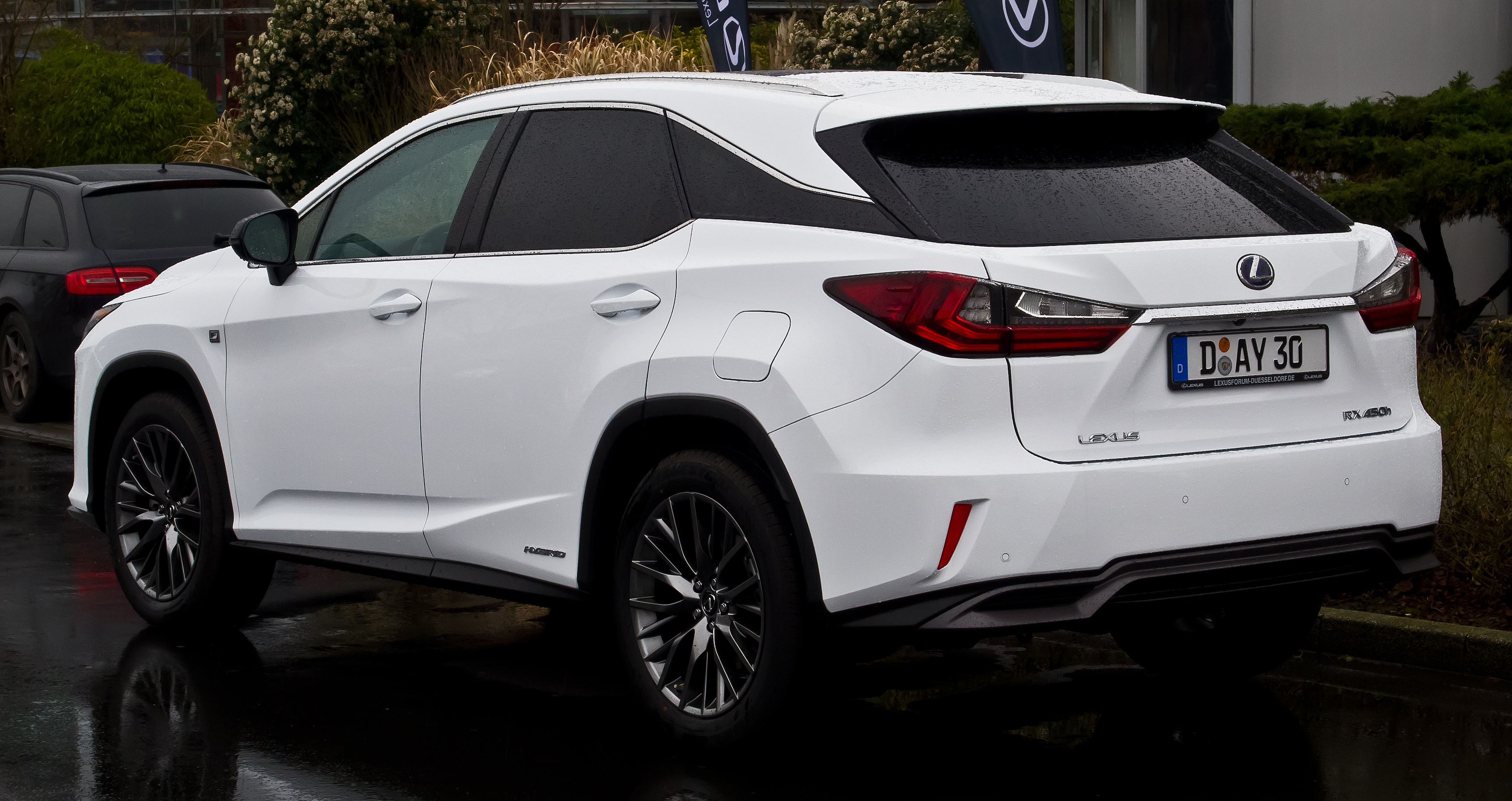
RX450h F SPORT リヤ
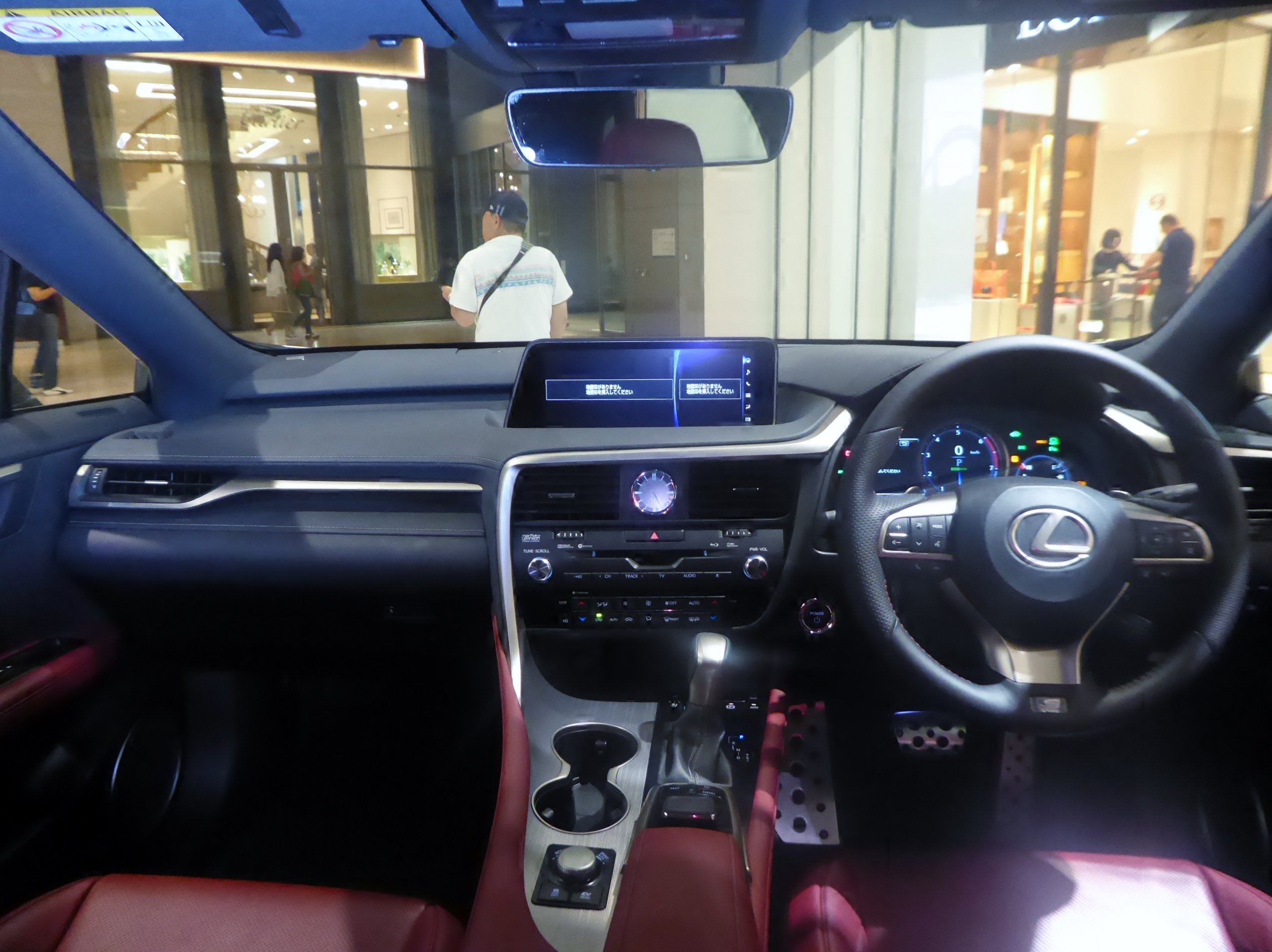
RX450h F SPORT インテリア
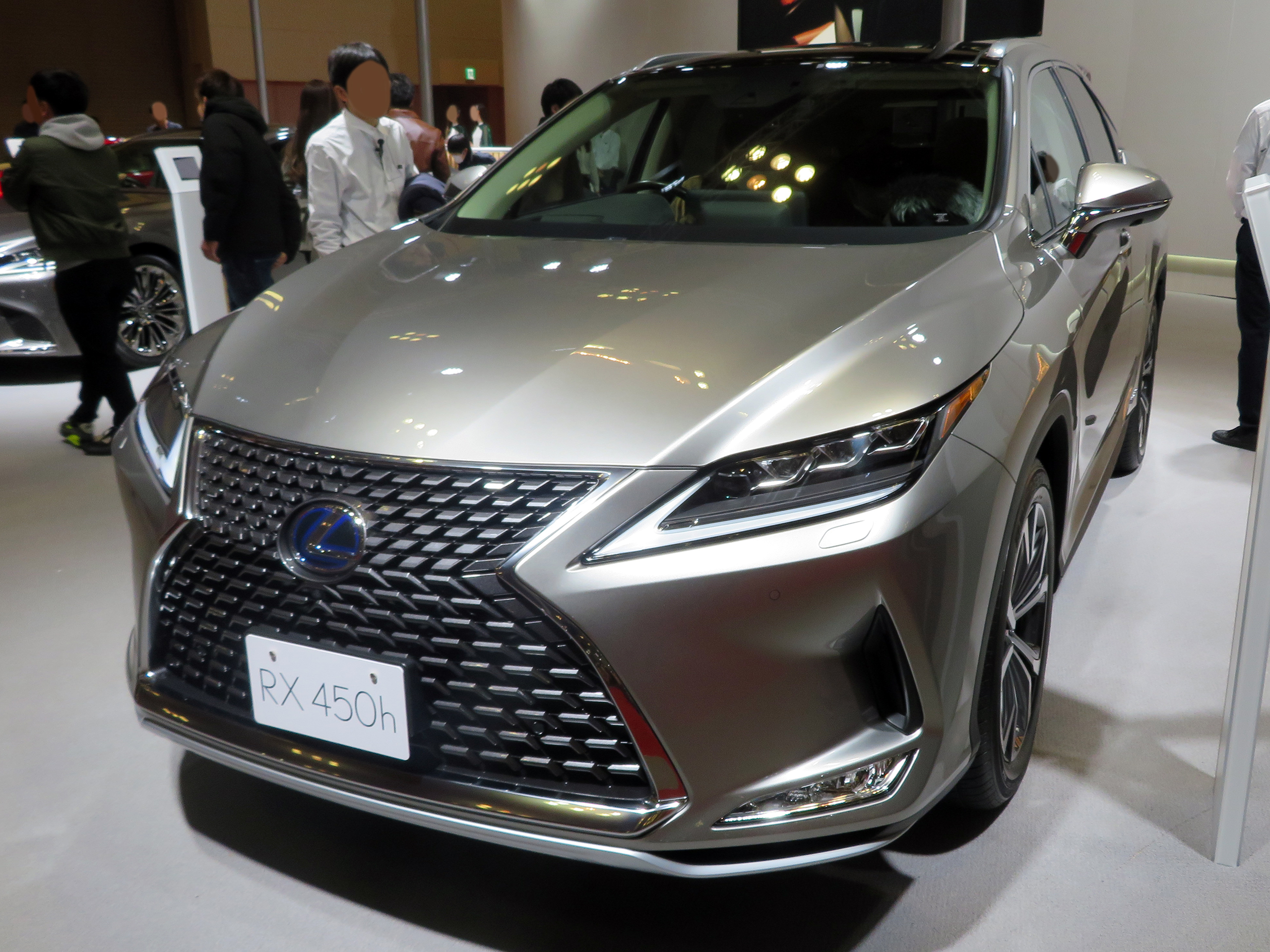
RX450h version L フロント（2019年8月改良型）
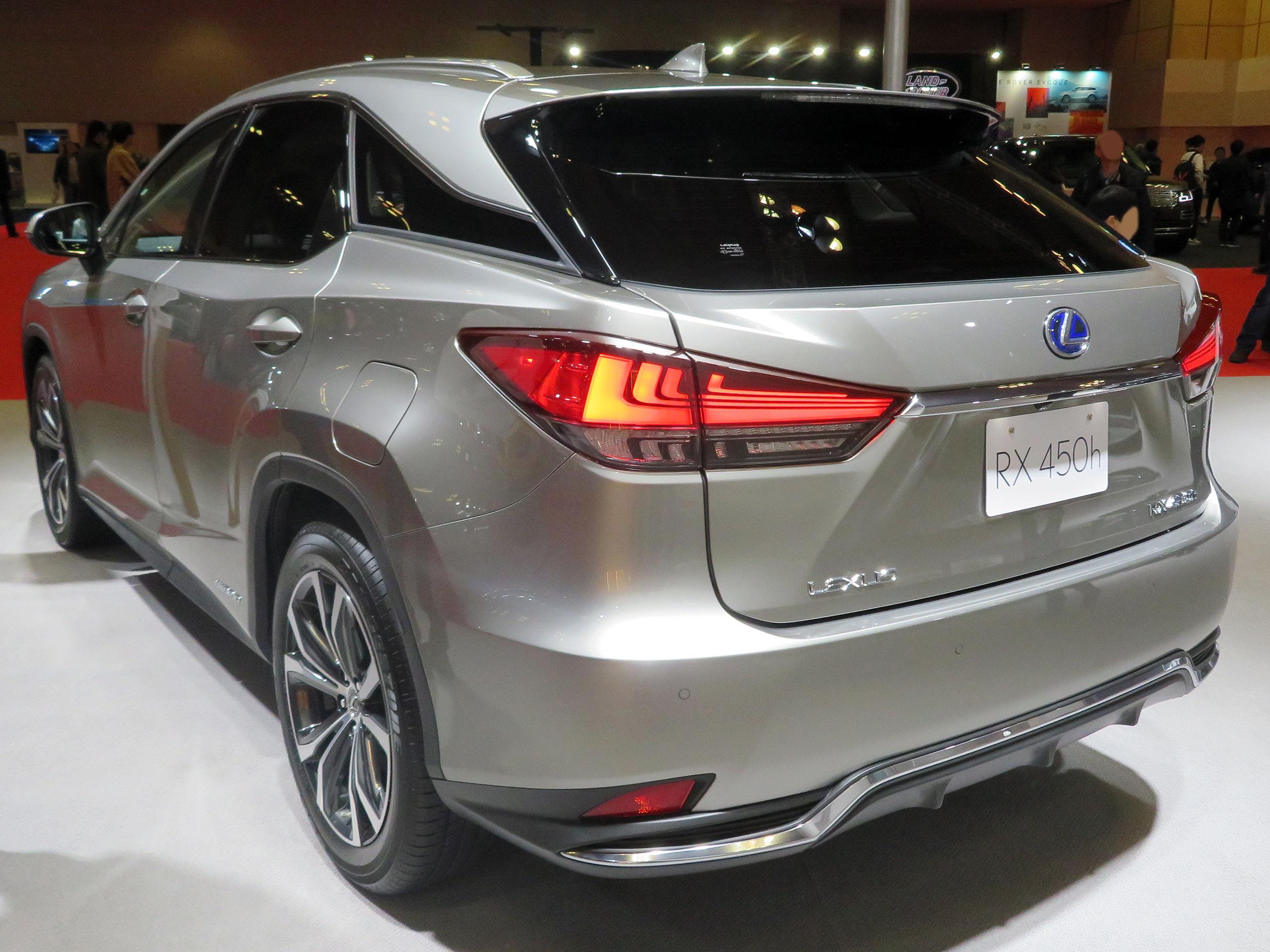
RX450h version L リヤ（2019年8月改良型）
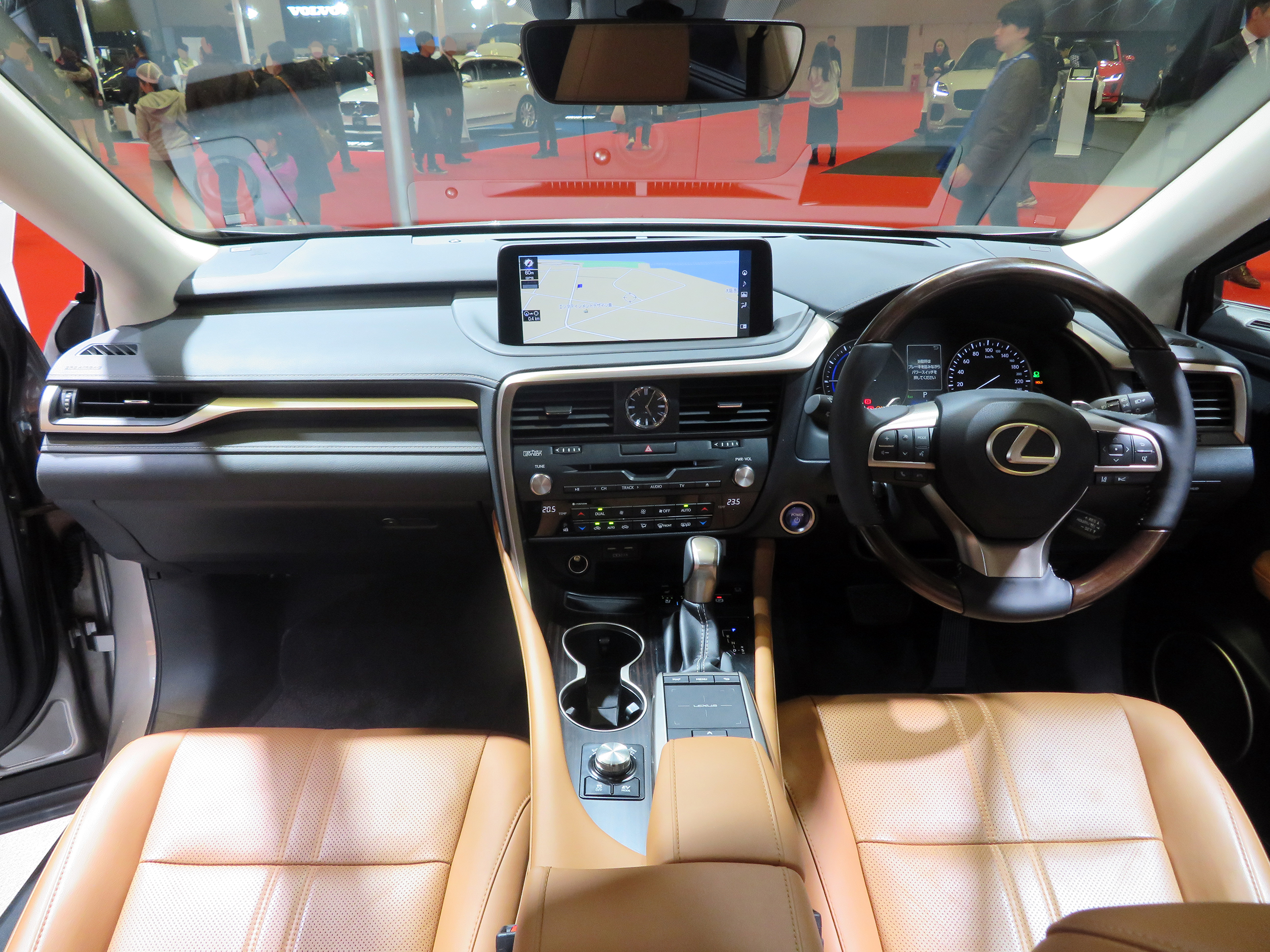
RX450h version L インテリア（2019年8月改良型）

## 5代目 ALA10/ALH10型（2022年 - ）
5代目はV型6気筒が廃止され、ベースエンジンが歴代モデル初の全車直列4気筒となった。
中でも「RX450h+」は、RXでは初となるプラグインハイブリッド車である。右側に備わっている充電リッドは指で容易に開けられるプッシュオープンとし、インレットを照らす照明を備え、オーナー以外の第三者が駐車時に充電リッドを開けられたり、充電コネクターが取り外されるなどを防ぐため、充電リッドロックシステムや充電コネクターロックシステムを採用している。また、充電リッドにヴィークルパワーコネクターを差し込むことで外部への給電が可能なAC外部給電システムも備わり、これとは別にアクセサリーコンセントを利用した非常時給電システムも搭載されている。
このモデル以降、ほかの次世代LEXUSモデル(第1弾モデルのNXや第2弾モデルのLX等)と同様に紙カタログではギャラリーのStyles、グレードや装備・スペックのみの掲載をしているSelections、簡易的な掲載のLexus Dealer Optionの3部構成になり詳細などはホームページで見る形式になった。

### 外観
外観は「スピンドルグリル」からメッキ枠が外された「スピンドルボディ」が採用され、マーク下端までボディカラー同色とすることでボディとグリルの融合を図った「シームレスグリル」を採用。リアデザインは2代目NXや4代目LXに次いでの採用となる「L E X U S」のバラ文字ロゴとなり、フルLEDリアコンビネーションランプに組み込む形でボディサイドまで回り込んだ一文字ランプの上部中央に配置された。

### ラインナップ・パワートレイン
発売当初、日本仕様はガソリン車「RX350」、プラグインハイブリッド車「RX450h+」、ガソリン車と同じエンジンをベースとしたターボハイブリッド車「RX500h」の3種がラインナップされた。2023年7月にはプラグインハイブリッド車と同じエンジンをベースとしたハイブリッド車「RX350h」が追加された。4代目モデルの「RX450hL」に相当する7人乗り仕様は廃止され、2WDは「RX350」と「RX350h」の設定となった。
RX350はパワートレインが刷新され、TNGAによるエンジン技術をベースに、高効率のツインスクロールターボ、センター直噴システム、DCモーター制御の可変冷却システムを採用した2.4L直噴ターボエンジンT24A-FTS型へ換装。オートマチックトランスミッションはエンジンの換装に合わせて8速に多段化された「Direct Shift-8AT」となった。AWD車はシーンに応じて前後の駆動トルク配分を75:25～50:50までの間で適切に制御する電子制御フルタイムAWDシステムが採用された。
RX450h+も同様に4代目のハイブリッド車からパワートレインが刷新されている。エンジンは2.5L直列4気筒のA25A-FXS型へ換装。駆動用電池は大容量リチウムイオン電池セルを採用し、総電力量18.1kWの電池パックを搭載するとともに、エアコン冷媒を利用した電池冷却システムや低温時に作動する電池昇温システムを採用。パワーコントロールユニットは従来内蔵されていたDC/DCコンバーターを別体化して後席下に配置し、代わりに昇圧コンバーターを追加したことで高出力化と小型化を両立している。走行モードはモーターのみの単体走行を行うEVモードを通常モードとして設定しているほか、モーター走行を基本としてアクセルを大きく踏み込んだ時など瞬間的にパワーが必要なときにエンジンを始動するAUTO EV/HVモード、システムの状態によりエンジンの始動・停止を行うことで電池残量を温存するHVモード、駆動用電池残量が低下した際にスイッチ操作によりエンジンで発電した電気をバッテリーに充電することで外部充電を行わなくても再びEV走行が可能になるセルフチャージモードを備えている。
RX500hは、RX350と同じ2.4L直噴ターボエンジンT24A-FTS型に、リアモーターにはRX450h+用よりも出力・トルク共に高く、水冷式によりドライ路での旋回時でもフルタイムAWD並みの前後駆動力配分を実現させる「eAxle」が搭載され、AWDシステムはモーター駆動式の「DIRECT4」が採用される。
2023年7月に追加されたRX350hは、RX450h+とエンジンやフロントモーターが共通であるが、2WD車とAWD車が設定されており、AWD車はリアモーターも「RX450h+」と同型が採用され、前後駆動力配分を100:0～20:80までの間で緻密な制御が行われる電気式AWDシステム「E-Four」が採用されている。
| モデル           | エンジン・ 電気モーター | 排気量 (cc)      | タイプ                      | トランスミッション        | 最高出力 (kW (PS)/rpm) | 最大トルク (Nm (kgm)/rpm)  | 備考                    |
| ガソリンエンジン | ガソリンエンジン        | ガソリンエンジン | ガソリンエンジン            | ガソリンエンジン          | ガソリンエンジン       | ガソリンエンジン           | ガソリンエンジン        |
| ---------------- | ----------------------- | ---------------- | --------------------------- | ------------------------- | ---------------------- | -------------------------- | ----------------------- |
| RX350            | T24A-FTS型              | 2,393            | 直列4気筒 直噴DOHC ICターボ | 8速AT（Direct Shift-8AT） | 205 (279) / 6,000      | 430 (43.8) / 1,700 - 3,600 |                         |
| ハイブリッド     |                         |                  |                             |                           |                        |                            |                         |
| RX350h           | A25A-FXS型              | 2,487            | 直列4気筒 直噴DOHC          | 電気式無段変速機          | 140 (190) / 6,000      | 243 (24.8) / 4,300 - 4,500 |                         |
| RX350h           | 5NM型                   | -                | 交流同期電動機              | 電気式無段変速機          | 134 (182)              | 270 (27.5)                 | フロントモーター        |
| RX350h           | 4NM型                   | -                | 交流同期電動機              | 電気式無段変速機          | 40 (54)                | 121 (12.3)                 | リヤモーター（AWDのみ） |
| RX450h+          | A25A-FXS型              | 2,487            | 直列4気筒 直噴DOHC          | 電気式無段変速機          | 136 (185) / 6,000      | 228 (23.2) / 3,600 - 3,700 |                         |
| RX450h+          | 5NM型                   | -                | 交流同期電動機              | 電気式無段変速機          | 134 (182)              | 270 (27.5)                 | フロントモーター        |
| RX450h+          | 4NM型                   | -                | 交流同期電動機              | 電気式無段変速機          | 40 (54)                | 121 (12.3)                 | リヤモーター（AWDのみ） |
| RX500h           | T24A-FTS型              | 2,393            | 直列4気筒 直噴DOHC ICターボ | 6速AT（Direct Shift-6AT） | 202 (275) / 6,000      | 460 (46.9) / 2,000 - 3,000 |                         |
| RX500h           | 1ZM型                   | -                | 交流同期電動機              | 6速AT（Direct Shift-6AT） | 64 (87)                | 292 (29.8)                 | フロントモーター        |
| RX500h           | 1YM型                   | -                | 交流同期電動機              | 6速AT（Direct Shift-6AT） | 76 (103)               | 169 (17.2)                 | リヤモーター            |

### 年表
2022年6月1日
5代目モデル（プロトタイプ）を世界初公開。
2022年9月9日
米国仕様車を発表。2022年内に米国市場で発売される予定。
2022年11月7日
トヨタ・モーター・マニュファクチャリング・カナダが、オンタリオ州のケンブリッジ工場で生産を開始。
2022年11月18日
日本仕様車の5代目へのフルモデルチェンジを発表し、同日より発売された。
「RX350」は"version L"と"F SPORT"の2種（"F SPORT"はAWDのみの設定）、「RX450h+」は"version L"のみ、「RX500h」はパフォーマンスモデルである"F SPORT Performance"のみとなる。
2023年7月27日
日本仕様車に「RX350h」が追加発表・発売され、同時に一部改良も行われた。
「RX350h」は「RX450h+」同様、"version L"のみの設定となる。
一部改良では、インテリアアルミパッケージの足元以外の減光制御が抑制され、アンビエントランプを改良。ワイヤレス充電器は充電可能エリアを拡大するなど機能向上が行われ、「RX350」は駐車支援機能の「Advance Park」が他のモデルと同じリモート機能付となった。
2025年2月27日
日本仕様車が一部改良された。
アブソーバー減衰力、AVS制御定数、EPS制御定数などシャシーのセッティング最適化が行われたほか、RX500hは駆動力特性を、RX450h+/RX350hはアクセル開度に対する駆動力特性の出し方をそれぞれ変更された。Dynamic Rear Steering（DRS）をRX500hに加えて、RX450h+とRX350hのAWD車にも設定が拡大された。
エンジンノイズ低減を図るためダッシュインナーサイレンサーの目付量アップやインストルメントパネルへの吸音材追加などが行われ、後席周りの騒音低減を図るためリアドアガラスへのアコースティックガラスの採用やリアボディ周りへの制振財・吸音材が追加された。RX500hはエンジン制御見直しやASC（アクティブサウンドコントロール）のチューニング刷新が行われた。
フロントコンソール前部に室内イルミネーションが追加されたほか、RX500h"F SPORT Performance"とRX350h"F SPORT"は内装色にホワイトを追加。RX450h+/RX350h/RX350の"version L"は21インチタイヤ&ホイールにダークグレーメタリック塗装+切削光輝のメーカーオプション設定を追加した。
液晶メーターが12.3インチフル液晶に変更され、「Lexus Teammate」の「アドバンストパーク（リモート機能付）」をRX350"F SPORT"に標準設定された。

## ニュルブルクリンク24時間レース
欧州レクサス車両開発部門の支援のもと、『NPO MOTO-CP』がRX400hで2005年のニュルブルクリンク24時間レースに参戦。ドライバーはマーク・ドゥエス/武田架奈美/菊池靖/後藤比東至で、序盤にクラッシュを喫したものの、S1環境クラス13位/総合79位で完走を果たした。なおこれは同レース史上初のハイブリッドカーの参戦であり、トヨタ史上初のクロスオーバーSUVの同レース参戦にもなった。

## 車名の由来
「RX」は「Radiant Crossover」（Radiant=光り輝く、晴れやかな Crossover=交差を意味するX）に由来。